# خورشیدتابی و برف‌کوری
| بررسی انتقادی | بررسی انتقادی |
| منبع          | رتبه‌بندی      |
| ------------- | ------------- |
| آل‌میوزیک      | [ ۱ ]         |

خورشیدتابی و برف‌کوری (به انگلیسی: Sunburst and Snowblind) یک ئی‌پی از گروهٔ موسیقی آلترناتیو راک اسکاتلندی کوکتو تویینز می‌باشد که در ۱۸ نوامبر سال ۱۹۸۳ از سوی ۴ای‌دی منتشر گردید.